# Баймаков, Георгий
Георгий Баймаков (1 июня 1894, Санкт-Петербург, Российская империя — не ранее 1912) — российский пловец. Участвовал в летних Олимпийских играх 1912 года.

## Биография
Георгий Баймаков родился 1 июня 1894 года в Санкт-Петербурге.
Занимался плаванием в Шуваловской школе в Санкт-Петербурге.
В 1912 году вошёл в состав  сборной Российской империи на летних Олимпийских играх в Стокгольме. Выступал в плавании на двух дистанциях.
На дистанции 200 метров брассом занял 5-е место среди 5 участников четвертьфинального заплыва, показав результат 3 минуты 29,0 секунды и значительно уступив квалифицировавшемуся в полуфинал со 2-го места финну Арво Аалтонену (3.13,08).
На дистанции 400 метров брассом успешно преодолел четвертьфинал, заняв 2-е место в заплыве (7.28,6), уступив только финишировавшему с олимпийским рекордом будущему обладателю золотой медали Вальтеру Бате из Германской империи (6.34,6). Должен был участвовать в полуфинале, однако по неизвестной причине не стартовал в нём.
О дальнейшей жизни данных нет.